# Dzian István
Dzian István (Velséc, 1695. december 29. – Kassa, 1779. május 11.) jezsuita rendi pap, tanár.

## Élete
1714. október 27-én Győrben 19 évesen belépett a jezsuita rendbe. Noviciátusát Győrben és Bécsben végezte. Kassán hallgatta a teológiát, majd tanulmányai befejezése után ugyanitt filozófiát tanított négy évig.  Ezt követően Veterani ezredében 12 évig tábori lelkészként szolgált, utána pedig a budai és kolozsvári papnevelőben (1751–1758) volt igazgató, Kassán pedig spirituális.

## Munkái
- Acris Dacica sive discordia inter provincias Transylvaniae de loco principe. Claudiopoli, 1723. (Más címmel: Lites inter provincias Daciae de principatus praerogativa… Névtelenül.)
- Kiadta: Beati Sulpitii Severi ep. Bituric. S. Historiae libri duo c. munkát Kassán, 1732.